# Emoperitoneo
L'emoperitoneo è definito come la presenza di sangue libero nel cavo peritoneale.

## Eziologia
Si possono riconoscere numerose cause di emoperitoneo, tra le quali
- cause traumatiche
  - viscerali
  - vascolari
- cause ginecologiche
  - rottura di corpo luteo
  - gravidanza extrauterina
- cause spontanee
  - rottura della milza, di un angioma epatico o di un aneurisma dell'aorta addominale
  - pancreatite emorragica

## Clinica
•Dolore acuto immediato e trafittivo
•Perdita di sangue: shock ipovolemico, quindi Rapida anemizzazione e caduta pressione arteriosa
•Sudorazione fredda
•Contrazione della diuresi

## Trattamento
il trattamento prevede il mantenimento dell'omeostasi idro-elettrolitica, la somministrazione di antibiotici e farmaci coagulanti. ma questi trattamenti risultano momentanei in quanto l'unico intervento è quello chirurgico